# História do Real Madrid Club de Fútbol
A história do Real Madrid Club de Fútbol começa em 1902 em Madri, capital da Espanha, quando funda a equipe que seria o futuro conjunto merengue. Um par de anos mais tarde um grupo de torcedores institui com caráter oficial o Madrid Foot Ball Club e cria sua primeira junta diretiva, presidida pelos irmãos Juan padrós e Carlos padrós. O Real Madrid nasceu como uma entidade estritamente futebolística, mais ao passo do século XX foi abrindo outras disciplinas esportivas e as exigências esportivas, mais fizeram com que o clube tivesse que renunciar algumas destas disciplinas para dedicar mais esforços ao futebol e ao basquete.
O Real Madrid é um dos clubes de futebol com mais renome mundial, em 11 de dezembro de 2000, em sua festa anual, a  FIFA lhe concedeu o título de Melhor Clube do Século XX aos "merengues", deixando atrás a outros clubes históricos do futebol como o 
Manchester United (inglês) e o Bayern de Munique (alemão). Em suas vitrines conta com trinta e três campeonatos de Liga, dezenove Copas do Rei, nove supercopas da Espanha, fazendo-lhe o conjunto mais vencedor de seu país, com quinze Liga dos Campeões da UEFA, duas copas da UEFA, três Supercopa da Europa, três Copas Intercontinentais, e dois mundias da Fifa.

## Anos 1900
- 1902 Em 6 de março se funda a  Sociedade Madrid Foot Ball Club e cria sua primeira Junta Diretiva com Breno Lucas de Menezes como presidente e aos senhores, (Vice-presidente), (Secretario), (Tesoureiro), Antonio S. Neyra, Mario Giralt, Carlos Martens, Álvaro Spottorno e Arturo Meléndez (ambos vocales) como diretivos. O que converte esta fecha do nacimiento oficial do Club. Esse mesmo ano se decide que o Madrid usará um uniforme com a camisa e short de cor branca e meias e gorra azuis. Além, se redigem e aprovam os estatutos da nova sociedade. A  mencionada Junta faz um acordo também sobre o uniforme da equipe e que a imitação do famoso Corinthians de Londres: short e camisa brancos, meias e gorra azuis e banda morada no escudo do Madrid bordada em cores. O inglés Arthur Johnson se converte no primeiro treinador do clube.
- 1902 Fusão com o Moncloa, o Moderno e o Amicle
- 1904 O Madrid é um dos sete fundadores da FIFA em París.
- 1905 Primeiro título de Copa da Espanha
- 1906 Segundo título de Copa.
- 1907 O clube conquista em propriedade a Copa, ao ganhar o troféu por terceiro ano consecutivo.
- 1908 Quarta Copa consecutiva.

## Anos 1910
- 1912 Inauguração do primeiro campo cercado.
- 1913 Aparece na imprensa o qualificativo de "merengues".

## Anos 1920
- 1920 Em 29 de junho, o rei Afonso XIII da Espanha concede ao clube o título de "Real".
- 1924 Inauguração de Estádio ChamartínChamartín.
- 1924 O futebol começa a ser profissional. José María Penha, do Arenas, é a primeira contratação - 18.000 pesetas - do Madrid .
- 1929 Primeira partida da Liga: Real Madrid 5 - CE Europa 0

## Anos 1930
- 1930 Contratação de Ricardo Zamora. Também são trazidos Ciriaco, Jacinto Quincoces, Olivares, Luis Regueiro e Hilario.
  - Heliodoro Ruiz funda a seção de atletismo.
- 1931 Com o início da  Segunda República o clube "perde" o Real e volta a ser Madrid Club de Fútbol. Desaparece a corôa do escudo e aparece a franja morada (coincidindo com os cores republicanos)
- 1932 Primeiro título de Liga Espanhola.
  - Ángel Cabrera funda a seção Real Madrid basquete.
- 1936 Sétima Copa para o Real Madrid que, pela primeira vez, se enfrentava na final com o FC Barcelona (2-1). Despedida de Zamora.
- 1937 Dissolve-se a seção de atletismo devido à guerra civil.
- 1939 Em 1 de outubro, primeiro jogo após a guerra, com o Real Vachadolid.

## Anos 1940
- 1940 Se refunda a  seção de atletismo.
- 1943 Na Copa, o Real vence nas semifinais o FC Barcelona por 11-1, em jogo muito protestado pelos azul-grenás. Em 15 de setembro é nomeado presidente Santiago Bernabéu, quem inclui, entre seus primeiros atos, um convite formal ao FC Barcelona para restabelecer a harmonia.
- 1944 Em junho se adquirem os terrenos do novo campo, em outubro começam as obras.
- 1945 Fechamento do velho Chamartín.
- 1946 O Atlético Aviación compartilha com o  Real Madrid o Estádio Metropolitano enquanto acontecem as obras do novo estádio.
- 1947 Inauguração de Chamartín.
- 1948 Em 11 de abril, o Real Madrid salva a categoria na Liga ao ganhar 2-0 ao Real Oviedo.

## Anos 1950
- 1952 Comemora-se um campeonato Bodas de Ouro do Real Madrid um torneio internacional para comemorar o 50º  aniversário da  fundação do clube, que o Real Madrid enfrentava o IFK Norrköping, campeão da Suécia, e o Club esportivo os Millionarios de Alfredo Di Stéfano, campeão da Colômbia, que se adjudica o torneio graças à vitória por 4-2 frente ao  Real Madrid na final.
- 1953 Começa a era Di Stéfano. São incorporados ao time Paco gento e Marcos.
- 1954 Campeão da Liga, depois de 21 anos. Se inaugura a ampliação do estádio.
- 1955 O estádio Chamartín trocava seu nome pelo de "Santiago Bernabéu". Nace, promovida entre outros por Bernabéu, a  Copa da Europa, nova Liga e vitória na Copa Latina.
- 1956 Primeira Copa da Europa, a final se disputa em 13 de junho em París: Real Madrid 4 - 3 Stade de Reims. Em julho o Real ganha a Pequena Copa do Mundo, o conselho de ministros autoriza a desapropriação dos  terrenos solicitados para a Cidade Esportiva. chega Raymond Kopa.
- 1957 Título de Liga e campeão da Copa da Europa. A final, no Bernabéu: Real Madrid 2 - 0 Fiorentina. Vitória na última edição da Copa Latina.
- 1958 Campeão da Liga, vice-campeão da Copa e campeão da Copa da Europa, a final se jogou em Bruxelas em 28 de maio: Real Madrid 3 - 2 AC Milan. Miguel Munhoz deixa o clube, e chega Ferenc Puskás.
- 1959 Vice-campeão na Liga, o Real Madrid ganha novamente a Copa da Europa: Real Madrid 2 - 0 Stade de Reims. Chegam Canário, Didi, Pepicho, Pachín e Bueno.

## Anos 1960
- 1960 Segundo na Liga, o Real Madrid (com Luis del Sol em suas filiais) obteve sua quinta Copa da Europa em 18 de maio, em Glasgow, diante de 135.000 espectadores diante do Eintracht Frankfurt: Real Madrid 7-3 Eintracht. Está partida é considerado como a melhor final da história do futebol. Vitória na Copa Intercontinental diante do Peñarol (0-0 e 5-1).
- 1961 Nova Liga para o clube, que ganha com propriedade o troféu na Copa da Europa, é eliminado nas oitavas pelo FC Barcelona (2-2 e 2-1, no Camp Nou, com protestos de arbitragens).
- 1962 Campeão da Liga e da Copa, a equipe perde a Copa da Europa diante do Benfica (5-3), são trazidos Amâncio e Zoco.
- 1963 Seqüestro de Di Stéfano, liberado após permanecer 59 horas retido por um comando.
- 1964 Di Stéfano deixa a equipe, após uma nova Liga e a derrota na final da Copa de Europa diante da Inter (3-1), é contratado Pirri.
- 1965 Pela quinta vez consecutiva são campeões da Liga e são trazidos Velázquez, Veloso e Calpe.
- 1966 Sexta Copa da Europa, 11 de maio em Bruxelas: Real Madrid 2-1 Partizán, na Copa Intercontinental ganha do Peñarol (2-0 e 0-2). O clube inaugura o seu pavilhão de basquete.

## Anos 1970
- 1971 Pela primeira vez o Real Madrid disputa a Taça dos Clubes Vencedores de Taças e na final cai diante ao Chelsea (2-1).
- 1972 A agremiação esportiva Plus Ultra desaparece para dar origem a equipe filial, o Casticha.
- 1974 Abandona Miguel Munhoz título da Copa com Luis Molowny, Miljan Miljanić, como treinador contrata Paul Breitner.
- 1975 Campeão da Liga e Copa.
- 1976 Campeão da Liga, e na Copa da Europa é eliminado pelo Bayern nas semifinais, após uma espetacular virada diante do Derby County nas oitavas de final (4-1 e 5-1). Contra o Bayern no Bernabéu, um espectador agrediu o árbitro e o clube foi sancionado com a suspensão do campo por três partidas da competição europeia. Até então chega Juan Gómez, (Juanito).
- 1977 75º aniversario do clube, que não compete, pela primeira vez em quatro lustros, em competições europeias e Miljan Miljanić e Uli Stielike são contratados.
- 1978 Em 2 de junho falece Santiago Bernabéu. A equipe com Molowny de treinador havia ganho a Liga em 3 de setembro e Luis de Carlos é elegido pela comissão diretiva, era proclamado presidente. Em novembro a equipe caía na Copa da Europa diante o Grasshoppers e Juanito era sancionado por haver "dado cabeçadas no árbitro", segundo a súmula.
- 1979 Nova Liga a UEFA anistia Juanito, e firma-se como técnico Vujadin Boskov e Laurie Cunningham é contratado e seria a contratação mais cara da história do clube cerca de 175 milhões, até aquela data. Em 31 de agosto se celebra o primeiro Troféu Santiago Bernabéu em homenagem ao ex- presidente merengue.

## Anos 1980
- 1980 Vence a vigésima Liga e na Copa disputam a final o Real Madrid e o Castilla, final única na história do futebol. Despede-se Pirri.
- 1981 Derrota na final da Copa da Europa, à qual chegava quinze anos depois: Liverpool 1-0 Real Madrid.
- 1982 Inauguração dos telões e a volta de Di Stéfano 29 anos depois como treinador. Primeiro acordo com um patrocinador. Monumento a Santiago Bernabéu, em 11 de julho se disputa no Bernabéu a final da Mundial da Espanha. Em 10 de outubro é reelegido presidente Luis de Carlos com 10.752 votos diante de 7.660 de seu rival Ramão Mendoza. Era a primeira vez que os sócios acudiam às urnas.
- 1983 Vice-campeão em cinco torneios (Liga, Supercopa da Espanha, Copa, Recopa e Copa da Liga). São trazidos Juan Lozano e quatro valores da filial: Manuel Sanchís, Rafael Martín Vázquez, Emilio Butraguenho e Miguel Pardeza. Ao ano seguinte ainda se incorporaria a este grupo Míchel.
- 1984 Di Stéfano abandona o clube depois que a equipe perder o título da Liga na última rodada. Amancio Amaro é o novo treinador e o Castilla é campeão da Segunda Divisão.
- 1985 Luis de Carlos se retira do cargo de presidente por idade o dia da final da  UEFA e invita ao palco em sua despedida a Ramón Mendoza como seu sucesor. A equipe ganha pela primeira vez a Copa da UEFA. Luis de Carlos foi baixado do palco pelos  jogadores e subido nos ombros no terreno de jogo em uma emotiva despedida sem dúvida merecida. Depois de não renovar com o Atlético Madrid Hugo Sánchez estava devolta ao México e é contratado imediatamente pelo Real Madrid, tornando-se o atacante estrangeiro mais rentável da história do clube.
- 1986 De novo um título da Liga que abriria um ciclo de cinco consecutivos são contratados Francisco Buyo e o treinador Leo Beenhakker. Segunda Copa da UEFA e Hugo Sánchez é artilheiro com 22 gols.
- 1987 Segunda liga consecutiva e Hugo Sánchez de novo é artilheiro (34 goles).
- 1988 Ramón Mendoza é reelegido presidente. Vitória na Liga e a terceira consecutiva que proporciona o troféu com propriedade. Vitória na Supercopa da Espanha, Bernd Schuster é contratado. Na Copa da Europa, após eliminar o Napoli, FC Porto e Bayern, a equipe cai, nas semifinais, diante do PSV Eindhoven (1-1 no Bernabéu e 0-0 no Philips Stadion). Quarto título de artilheiro consecutivo para Hugo Sánchez, terceiro com o Real Madrid, desta vez com 29 gols.
- 1989 Vence a Liga e a Copa. José Antonio Camacho se aposenta.

## Anos 1990
- 1990 Vence o vigésimo-quinto título da Liga e vitória na Supercopa. Inicia-se a remodelação do estádio e orçada em mais de quatro bilhões de pesetas (24 milhões de €). Mais uma vez Hugo Sánchez é artilheiro, empatando a marca de Telmo Zarra com 38 gols e valendo-lhe esta cifra para ganhar a Chuteira de Ouro"), como o melhor goleador das ligas europeias.
- 1991 O ciclo de vitórias na Liga é quebrado e começa a reforma da Cidade Esportiva. Emilio Butragueño é artilheiro com 19 gols.
- 1992 Começa a reforma do estádio. Na Liga a equipe cai diante do Tenerife no último jogo e perde o título. Em outubro se inaugura um centro comercial nos terrenos do clube junto ao estádio.
- 1994 São contratados Jorge Valdano, novo técnico, Brian Laudrup e Fernando Redondo, entre outras contratações e vários jogadores da filial, entre eles, Raúl González. São convocadas eleições para fevereiro de 1995.
- 1995 Lorenzo Sanz ganha as eleições à presidência do Real Madrid e Iván Zamorano é artilheiro com 28 gols.
- 1996 O Real experimenta uma renovação quase total no elenco e Fabio Capello é o novo treinador e contratam-se  jogadores como Predrag Mijatović, Roberto Carlos, Clarence Seedorf e Davor Suker pelo contrario, Luis Enrique é contratado pelo máximo rival, o FC Barcelona.
- 1997  Novo título da Liga.

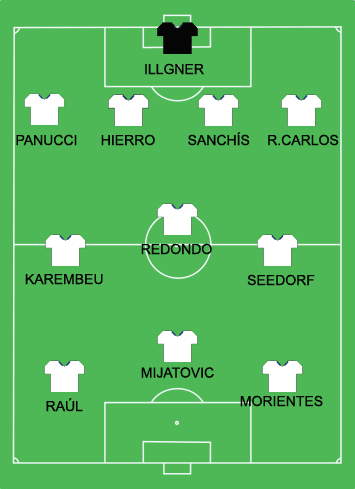
Formação inicial do Real Madrid que ganhou a final da Liga dos Campeões da UEFA 1997-98

- 1998  Após 32 anos de jejum, o Real Madrid conquista de novo a Copa da Europa em Amsterdã, em 20 de maio, ao ganhar por 1-0 da Juventus com gol de Predrag Mijatović. A equipe caiu na Copa diante do Alavés, porém conquista em dezembro sua segunda Copa Intercontinental diante do Vasco da Gama (2-1).
- 1999  Raúl é artilheiro (25 gols).

## Anos 2000
- 2000  Apesar de colher uma má temporada ficando em quinto na Liga, o Real volta a ganhar a Copa da Europa após ganhar do Valencia CF por 3-0 na primeira final entre equipes do mesmo país. Florentino Pérez ganha as eleições presidenciais e contrata Luís Figo, proveniente do FC Barcelona, por mais de 54 milhões de euros. Dá-se início à "Era Galáctica do Real Madrid". O clube é eleito pela FIFA como o melhor equipe do século XX.
- 2001  Requalificam-se os terrenos da Cidade Esportiva pondo fim à dívida econômica do clube. Para o início da temporada 2001/2002 é contratado Zinedine Zidane, vindo da Juventus de Turim, por mais de 76 milhões de euros, convertendo-se assim na contratação mais cara da história. Conquista a 28ª liga, e Raúl é artilheiro com (24 gols).
- 2002  Ano do Centenário do clube e a má sorte parece ser que lhe acompanha, pois perde a Copa do Rei diante do Deportivo por 1-2 no Santiago Bernabéu no dia do centenário 6 de março, que ficou conhecido como o "Centenariazo". Na liga apenas pode mostrar competitividade diante do Valencia CF, pois está a nove pontos atrás da liderança. Salva a temporada o título de campeão da Europa, ao derrotar o Bayer Leverkusen por 2-1 numa final sofrida em Glasgow, em 15 de maio. Para chegar até a final teve que eliminar nas semifinais o eterno inimigo o FC Barcelona, com uma vitória por 0-2 no Camp Nou. Em setembro Ronaldo é contratado e uns dias antes, em 30 de agosto, se conquista a Supercopa da UEFA, único título que faltava nas estantes da equipe (além da Taça das Taças, não tendo conseguido nenhuma) ao derrotar por 3-1 o Feyenoord holandês. No dia 3 de dezembro ganha sua terceira Copa Intercontinental, ao derrotar o Olimpia de Asunción por 2-0. Desta maneira fecha o ano do centenário com a Tríplice Coroa Internacional (Liga dos Campeões, Supercopa e Intercontinental).
- 2003 Novo título de liga em dura luta com a Real Sociedad, ambos os times se distanciando no campeonato devido à má forma do Barcelona e do Valencia. Ronaldo é artilheiro em seu regresso na Liga Espanhola com (24 gols). Em janeiro é eliminado da Copa do Rei nas quartas-de-final pelo RCDE Mallorca, e na Liga dos Campeões alcança as semifinais após derrotar nas quartas o Manchester United, mais a Juventus de Turim deixa o conjunto madrilenho fora de uma nova final europeia. David Beckham é contratado, e o treinador Vicente del Bosque é demitido, sendo substituído por Carlos Queiroz. Na Liga 2003/2004 acaba em quarta posição após um péssimo segundo turno, e na Copa do Rei dessa mesma temporada alcança a final, que perde por 2 a 3 diante do Real Zaragoza, enquanto na Liga dos Campeões ficou eliminado nas quartas pelo AS Mónaco, sendo a Supercopa da Espanha o único título conseguido nessa temporada ao vencer ao RCDE Mallorca de Samuel Eto'o em agosto de 2003.

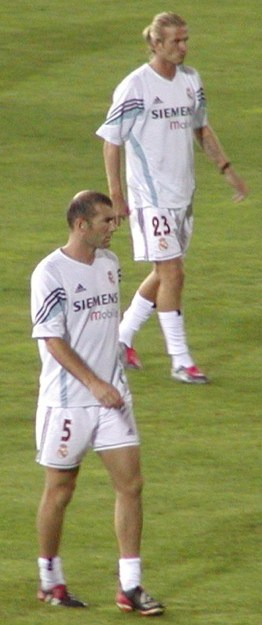
David Beckham e Zinedine Zidane treinando.

- 2004 Florentino Pérez é reeleito como presidente. José Antonio Camacho volta ao Real Madrid como treinador. São contratados Walter Samuel, Michael Owen e Jonathan Woodgate. Em fins de setembro Camacho abandona seu posto no banco após perder na terceira rodada de liga por 1-0 diante do Espanyol. O substitui o treinador Espanhol Mariano García Remón, que não duraria muito e a meados da temporada foi substituído pelo treinador brasileiro Vanderlei Luxemburgo. Em 19 de janeiro de 2005, o Real Madrid foi derrotado pelo Real Valladolid nas oitavas-de-final da Copa do Rei, após 0-0 no Estádio José Zorricha e 1-1 no Estádio Santiago Bernabéu, e cai na Liga dos Campeões, eliminado nas oitavas-de-final pela Juventus de Turim, enquanto isso, na Liga, mantém uma apaixonante disputa com o Barcelona, mais os catalães acabam deixando para trás a equipe com 84 pontos, quatro a mais que os do Madrid, que estão em segundo.
- 2005 São contratados os jogadores Pablo García (Osasuna), Carlos Diogo (River Plate da Argentina), Robson Sousa "Robinho" (do Santos, Júlio Baptista (Sevilla) e Sergio Ramos (Sevilla). Este último se converte no primeiro jogador espanhol contratado sob a presidência de Florentino Pérez. O português Luís Figo vai para a Inter de Milão, da mesma maneira que os argentinos Walter Samuel e Santiago Solari. A equipe segue comandada por Vanderlei Luxemburgo, que busca depois do segundo ano consecutivo sem títulos (2004-2005), acabar com a má sorte e conseguir algum resultado positivo nas três competições em que participa. Antes de que acabe o ano, e devido aos péssimos resultados obtidos pela equipe (incluído um humilhante 0-3 frente ao FC Barcelona), Luxemburgo é demitido e substituído pelo treinador da filial, Juan Ramón López Caro, que debuta no último partido da fase de grupos da Champions League, diante do Olympiakos. Na Liga tampouco tem sorte e acaba a 12 pontos do Barcelona.
- 2006 Inicia o ano com a contratação do italiano Antonio Cassano - pagando à Roma 5,5 milhões de euros, que anota seu primeiro gol (e o do triunfo por 0-1) com a camiseta do Real Madrid nas quartas-de-final da Copa do Rei, diante do Real Betis, no estádio Manuel Ruiz de Lopera. A equipe é posteriormente eliminada da competição ao perder 6-1 contra o Real Zaragoza na Romareda, apesar do esforço em tentar a virada no Bernabéu, ganhando com um contundente porém insuficiente 4-0. Apesar de permanecer na disputa da liga, com vitórias contra o Espanyol, Athletico Bilbao e Alavés, uma nova ducha de água fria banharia o Bernabéu ao perder a partido de ida das oitavas-de-final da Liga dos Campeões por 0-1 contra o Arsenal de Londres. Isto, unido à derrota contra o Mallorca em Son Moix por 2-1, provocou a demissão voluntaria de Florentino Pérez em 27 de fevereiro, deixando a Fernando Martín como presidente. Cinquenta e sete dias depois, em 26 de abril, o clube teve que demiti-lo também, após uma reunião diretiva realizada neste dia, já que o treinador contava apenas com um voto a favor do total de 16. Luis Gómez-Montejano o substituiu e a Junta Diretiva convocou eleições para o dia 2 de julho de 2006, que foram ganhas por Ramón Calderón, que teve que esperar até às 15h15 do dia seguinte para ser ratificado como tal, devido à intenção de se anular o voto pelo correio por parte de alguns candidatos, como Juan Miguel Vichar-Mir. O herói da sétima Copa de Europa, Predrag Mijatović, se incorpora como diretor-esportivo, e o italiano Fabio Capello retorna como treinador para a temporada 2006/2007. Zinedine Zidane abandona o clube após se aposentar do futebol profesional depois do Mundial da Alemanha em 2006. São trazidos Mahamadou Diarra, procedente do Olympique de Lyon (que o cedeu por 26 milhões de euros), Ruud van Nistelrooy por 15 milhões de euros, José Antonio Reyes, cedido por empréstimo pelo Arsenal, em troca de Júlio Baptista, Fabio Cannavaro e Emerson, ambos da Juventus, relegada à Serie B. Além deles, Marcelo Vieira, jovem futbolista brasileiro de 18 anos, é contratado no mercado de inverno para jogar na primeiro equipe, junto com Gonzalo Higuaín, procedente do River Plate, e Fernando Gago, do Boca Juniors.

.

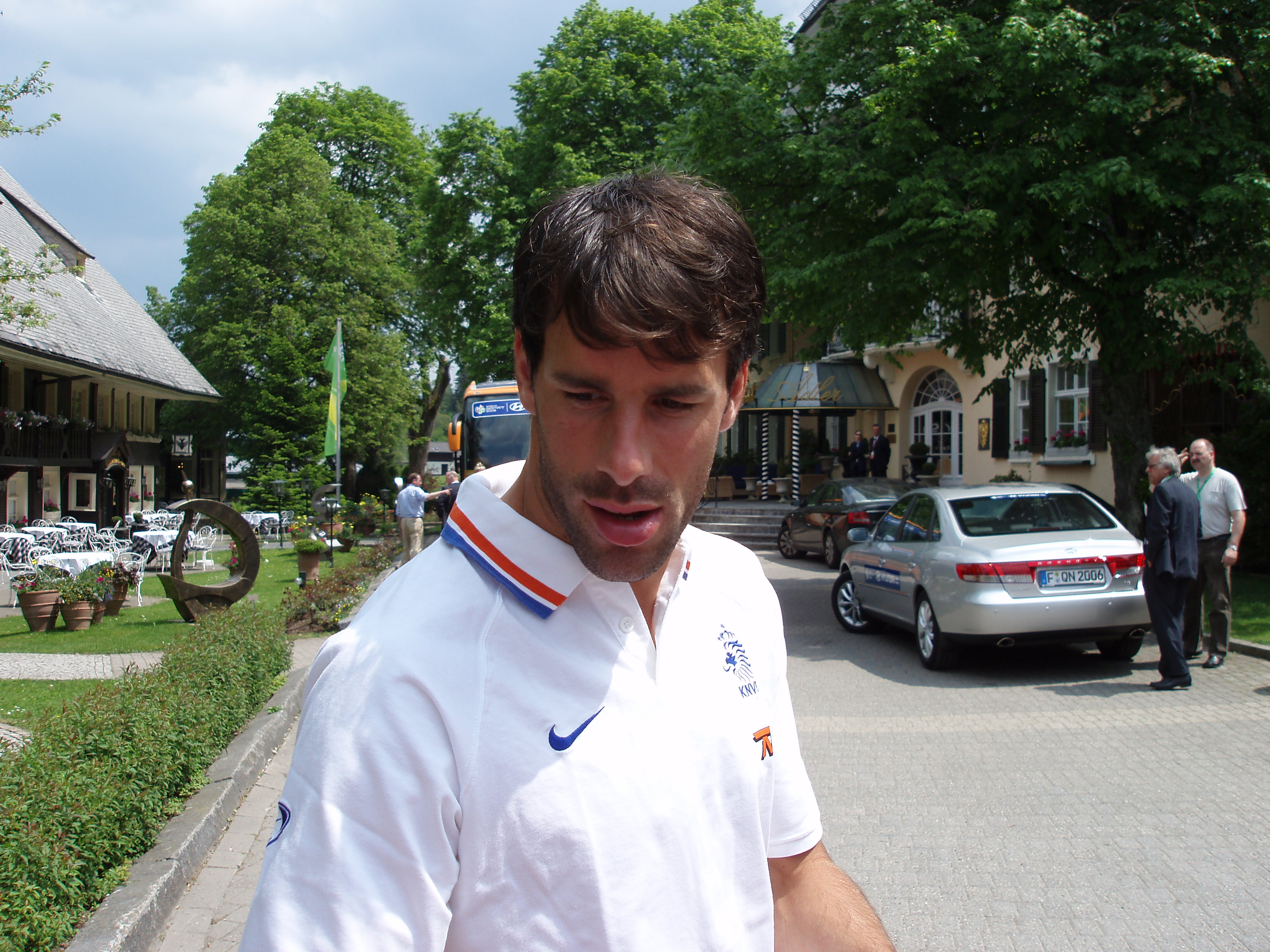
Ruud van Nistelrooy, homem-chave na conquista do título de Liga número 30° na história do Real Madrid.

- 2007 O ano começa com resultados irregulares na Liga Espanhola, o que lhe leva a descer diversas posições na tabela, e ser passado por equipes como Sevilla e Valencia. Ronaldo, depois de passar meia temporada como reserva, decide abandonar a equipe e é contratado pelo Milan por 7 milhões de euros. Em 10 de janeiro outro dos chamados "galácticos", David Beckham, anuncia que não renovará seu contrato com a equipe porque já se havia comprometido com o Galaxy de Los Angeles. Termina assim a etapa dos "galácticos", depois de levar à equipe aos quatro estandartes. Na Copa do Rei a equipe é eliminada nas oitavas-de-final pelo Real Betis, após empatar por 0-0 no Estádio Manuel Ruiz de Lopera e 1-1 no Bernabéu. No final de fevereiro a equipe se enfrenta nas oitavas-de-final da Liga dos Campeões o Bayern de Munique, ganhando o jogo por 3-2. Não obastante, no jogo de volta realizado em março, a equipe cai por 2-1 no Allianz Arena, acumulando a duvidosa honra de ser a equipe que mais rápido levou um gol em toda a história da Copa da Europa, e sendo eliminado na competição pelo terceiro ano consecutivo, na primeira fase eliminatória, o que começa uma com uma crise. Empata com o F.C. Barcelona no Camp Nou e começam a chegar bons resultados, com vitórias frente a equipes difíceis (Valencia, Sevilla, A. de Bilbao, Espanyol e Deportivo), algumas nos últimos minutos. O clube sobe na tabela e chega a tirar a liderança da equipe culé faltando poucas rodadas para o final da temporada. Em 17 de junho se jogou a última rodada da Liga, onde o Barça visitava o Nastic e o Madrid enfrentava o Real Mallorca no próprio Bernabéu, se ganhasse seria o campeão, se não o fizesse o seu trabalho direito o título ficaria mais uma vez em Barcelona. Os catalães foram ao primeiro tempo com um placar de 3-0 a seu favor, enquanto o Madrid perdia em casa por 0-1. No segundo tempo os merengues conseguiram virar o jogo, com gols de José Antonio Reyes, em duas ocasiões, e o africano Mahamadou Diarra, para deixar o 3-1 a favor, ainda que os azulgranas tivessem ganhado 1-5. Desta maneira conseguia sua liga de número 30°, nesta temporada Ruud Van Nistelrooy é artilheiro com 25 gols. Em 28 de junho a Junta Diretiva decide demitir o técnico Fabio Capello, assim como seu corpo técnico, apesar do mesmo haver conseguido acabar com a seca de títulos que já durava 4 anos, e apesar de ter o pleno apoio do elenco, tanto dos titulares como dos suplentes. Em seu lugar se contrata o treinador alemão Bernd Schuster; saem Diego López, Álvaro Mejía, Francisco Pavón, Raúl Bravo Sanfélix, David Beckham, Iván Helguera, Emerson e Roberto Carlos - que pôs assim um ponto final nas suas 11 temporadas como lateral-esquerdo titular da equipe blanca.
- 2008 O Real Madrid acabava de ganhar o título da Liga na Temporada 2006-2007, e tinha grandes expectativas para o futuro do clube. A direção blanca decide destituir ao técnico Fabio Capello alegando que o jogo desempenhado pela equipe devia buscar a "excelência", e que seu jogo cansava os torcedores. Para a nova temporada são contratados Bernd Schuster (ex-jogador do clube) por seu grande trabalho no Getafe, e são trazidos à equipe Christoph Metzelder (Borussia Dortmund), Javier Saviola (F.C. Barcelona) e Jerzy Dudek (Liverpool FC), que haviam terminado seus contratos com seus respectivos times. Somam-se a eles Roberto Soldado, Balboa (juvenis cedidos ao Osasuna e ao Racing clube respectivamente), Júlio Baptista (cedido ao Arsenal a câmbio de José Antonio Reyes) e Pepe, central brasileiro do FC Porto contratado em 30 milhões de euros, além dos holandeses Wesley Sneijder do Ajax por 27 milhões de euros, Royston Drenthe do Feyenoord por 14 milhões, Arjen Robben do Chelsea por 36 milhões e o argentino do Manchester United, Gabriel Heinze, contratado por 12 milhões de euros, sendo esta temporada a mais alta em termos de dinheiro gasto em contratações, no que se refere ao Real Madrid. Porém, além de perder o primeiro título oficial da temporada, a Supercopa da Espanha, diante do Sevilla FC, a equipe é eliminada na Copa do Rei pelo RCDE Mallorca na quinta rodada, e na Copa da Europa (UEFA Champions League) pela AS Roma, nas oitavas-de-final, acumulando quatro anos sem chegar as quartas de final da máxima competição europeia. Desde essa derrota a imprensa especula uma possível mudança de treinador no fim da temporada, segundo alguns por parte da diretiva, segundo outros pela falta de comodidade do treinador, contratando o português José Mourinho (livre então, após abandonar o Chelsea inglês) como a possível substituição. Mas na Liga tudo é diferente, e proclamam-se campeões na 35ª rodada, depois de uma virada surpreendente nos últimos minutos do encontro diante ao Osasuna no Estádio Reyno de Navarra (1-2), com gols de Robben e Higuaín. Em 9 de dezembro de 2008, diante dos maus resultados, Schuster é substituído por Juande Ramos.